# Трој (Тексас)
Трој (енгл. Troy) град је у америчкој савезној држави Тексас. По попису становништва из 2010. у њему је живело 1.645 становника.

## Демографија
Према попису становништва из 2010. у граду је живело 1.645 становника, што је 267 (19,4%) становника више него 2000. године.
| Група             | 2000.         | 2010.         |
| Белци             | 1.117 (81,1%) | 1.225 (74,5%) |
| Афроамериканци    | 16 (1,2%)     | 28 (1,7%)     |
| Азијати           | 4 (0,3%)      | 15 (0,9%)     |
| Хиспаноамериканци | 222 (16,1%)   | 358 (21,8%)   |
| Укупно            | 1.378         | 1.645         |